# Vladimir Zjirinovski
Vladimir Volfovitsj Zjirinovski (Russisch: Владимир Вольфович Жириновский), bijgenaamd Zjirik ("vetje"), geboren als Vladimir Volfovitsj Eidelstein (Alma-Ata (Kazachse SSR, Sovjet-Unie), 25 april 1946 – Moskou, 6 april 2022) was een Russisch politicus en leider van de als extreemrechts betitelde LDPR. Voor Zjirinovski in 1993 de politiek in ging, werkte hij bij de grote uitgeverij Mir.
Na de democratisering van Rusland kwam hij met zijn partij regelmatig in het nieuws. Regelmatig deed hij daarbij controversiële uitspraken. Zo wilde hij de oude sovjetrepublieken weer bij zijn Groot-Rusland voegen, en kernwapens gebruiken tegen eventuele vijanden. Met radioactief afval zouden de Baltische staten vergiftigd worden, als wraak. Ook zijn zijn woede-uitbarstingen bekend. Zjirinovski haalde onder meer het nieuws door een vrouwelijk parlementslid aan de haren te trekken en door de hervormingsgezinde ex-premier Boris Nemtsov tijdens een televisiedebat met sinaasappelsap te overgieten. Daarnaast was Zjirinovski bekend om zijn vele seksuele toespelingen.
Ondanks dergelijke uitspraken en incidenten werd Zjirinovski politiek gezien als meeloper van de regering: de LDPR-fractie heeft zich zelden of nooit tegen het regeringsbeleid gekeerd. Dit is de reden waarom het Westen hem vaak niet serieus nam, en zelfs een vulgaire clown of marionet genoemd heeft. Niettegenstaande deze uitschuivers, heeft zijn partij in het verleden bij Doemaverkiezingen 6 (1999) tot zelfs 23 procent (1993) van de stemmen gehaald, wat neerkomt op de steun van soms enkele tientallen miljoenen Russen.
Zjirinovski overleed op 75-jarige leeftijd na een ziekenhuisopname van twee maanden aan de gevolgen van een coronabesmetting.

## Politieke standpunten
Alhoewel hij van vaderszijde van Joodse komaf was, heeft hem dat er niet van weerhouden een aantal malen antisemitische uitlatingen te doen.
Na zijn controversiële uitspraken over de positie van de Kazachen in de geschiedenis werd hij in 2005 door de Kazachse autoriteiten tot persona non grata verklaard. Na controversiële uitspraken over Oekraïne tijdens het Russisch-Oekraïens gasconflict werd hij in 2006 ook in Oekraïne tot persona non grata verklaard, maar dit werd weer ingetrokken in 2007. In het verleden is Zjirinovski ook Bulgarije uitgezet na controversiële uitspraken en Duitsland heeft hem om die  reden ook al eens de toegang tot het land geweigerd.
Hij beloofde een dictatuur te creëren als hij tot president werd gekozen en dreigde de grenzen van Rusland uit te breiden met Alaska en Finland, grote ventilatoren te gebruiken om radioactief afval in de Baltische staten te blazen.
Nadat bij de terreuraanslagen in Brussel op 22 maart 2016 32 mensen waren vermoord, sprak Zjirinovski in een talkshow over hoe dergelijke aanslagen goed waren voor Rusland: "Het is gunstig voor ons. Laat ze sterven en vergaan". In zijn visie zouden de westerse staten zich dan aansluiten bij Moskou en om hulp smeken.

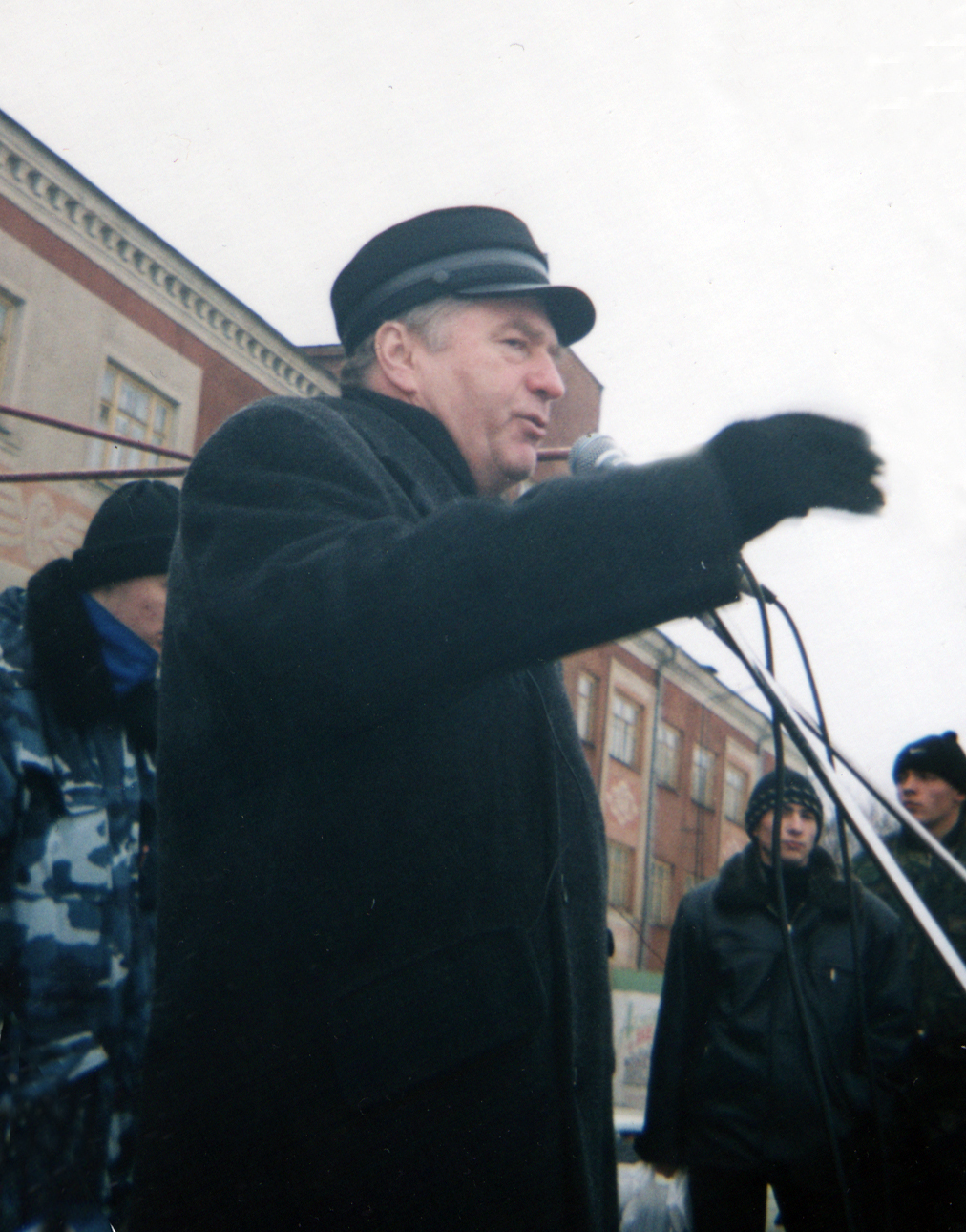
Zjirinovski op een bijeenkomst in Rtisjtsjevo (oblast Saratov) in 1999

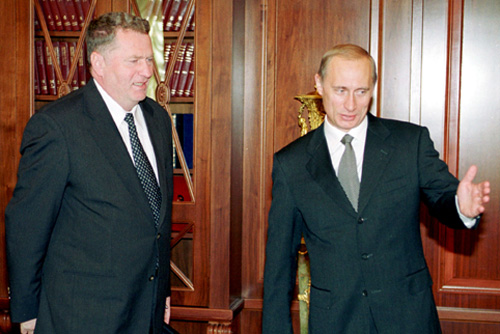
Zjirinovski naast Vladimir Poetin in 2000

- Bibsys: 1602157056808
- Bibliothèque nationale de France: cb124913331 (data)
- CiNii: DA08339604
- Gemeinsame Normdatei: 119187973
- International Standard Name Identifier: 0000 0001 0884 5241
- Library of Congress Control Number: nr92042550
- Nationale Bibliotheek van Letland: 000181283
- MusicBrainz: af13e3a2-3209-4c3c-97e0-8bceeb4e86fb
- Bibliotheek van het Japanse parlement: 00517133
- Nationale Bibliotheek van Tsjechië: jn20000702020
- Nationale Bibliotheek van Israël: 987007306514805171
- Nationale Bibliotheek van Polen: a0000003565029
- Nationale en Universitaire bibliotheek Zagreb: 000104343
- Nederlandse Thesaurus van Auteursnamen: 117249033
- Réseau des bibliothèques de Suisse occidentale: 02-A013512385
- LIBRIS: 207654
- SNAC: w6z72w2b
- Système universitaire de documentation: 034123474
- Virtual International Authority File: 31969697
- WorldCat: E39PBJcwxX6TT7qH86p4DJ7vHC